# Aedes marinkellei
Aedes marinkellei är en tvåvingeart som beskrevs av Berlin 1969. Aedes marinkellei ingår i släktet Aedes och familjen stickmyggor.
Artens utbredningsområde är Colombia. Inga underarter finns listade i Catalogue of Life.